# Boris Entrup

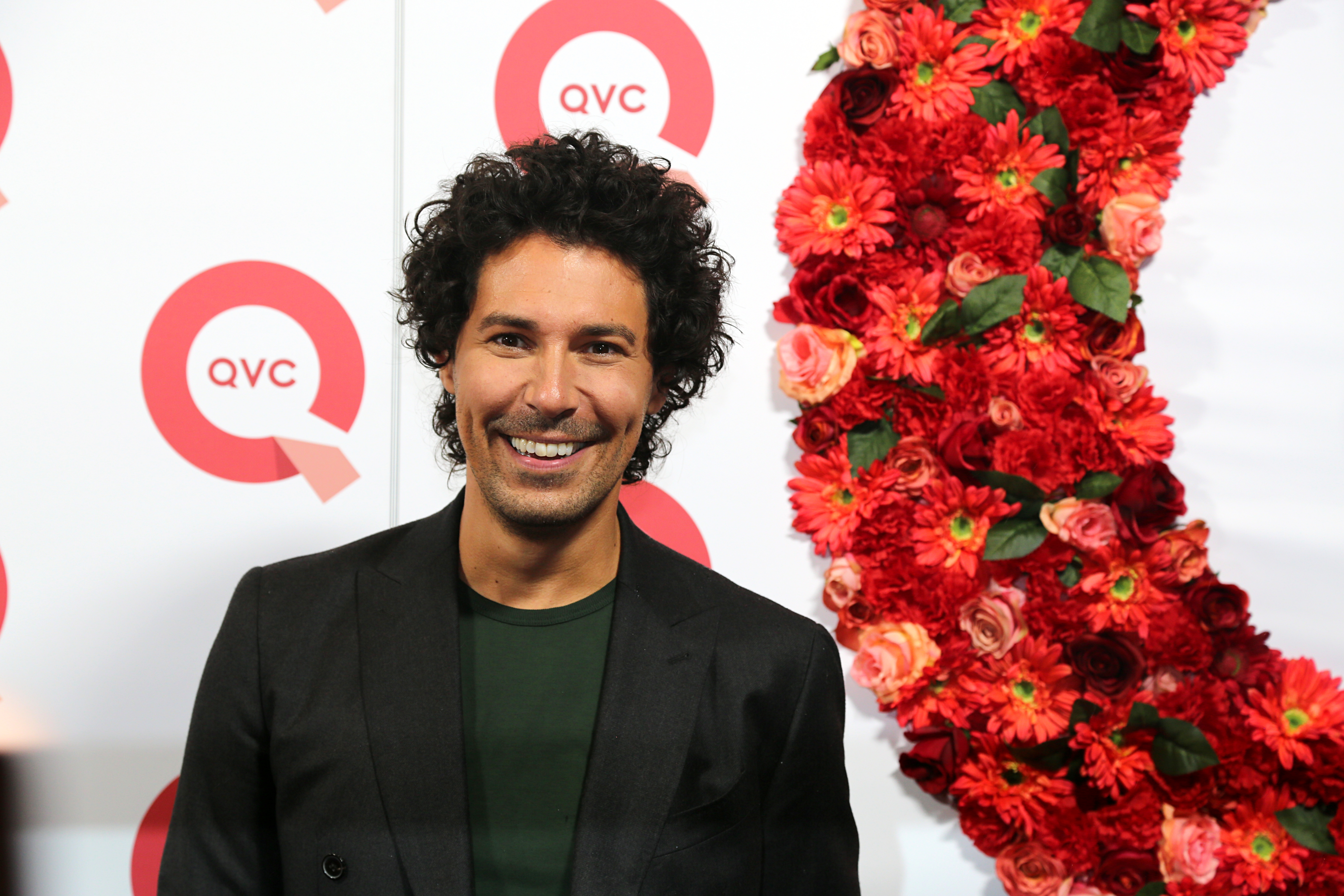
Boris Entrup (2017)

Boris Entrup (* 5. Juni 1978 in Memmingen) ist ein deutscher Friseur, Visagist und Maskenbildner sowie Sachbuchautor.

## Leben
Boris Entrup absolvierte in München eine Ausbildung zum Friseur. Er arbeitete im Ausland als Make-up-Artist und machte sich dann selbständig.
2007 wurde er als Juror bei Germany’s Next Topmodel und als Markenbotschafter für die Make-up-Marke Maybelline bekannt. In den zwölf Jahren dieser Zusammenarbeit war er Head-of-Make-up der Berlin Fashion Week und Autor von Beauty-Tutorials im Fernsehen und online. Seine Schönheitsratgeber wurden in 15 Sprachen übersetzt. Als Creative Director von Babor ist er seit 2019 auch in die Entwicklung neuer Produkte der dekorativen Kosmetik eingebunden. Seit 2020 hat er in Hamburg ein Beratungsatelier. Er ist Botschafter für DKMS und unterstützt den Verein Dunkelziffer e. V.

## Veröffentlichungen
- Schön mit Boris Entrup. riva Verlag, München 2008, ISBN 978-3-936994-78-0.
- Make-up – Einfach schön aussehen. riva Verlag, München 2009, ISBN 978-3-86883-004-0.
- 10 Minuten Make-up – 50 komplette Looks Step by Step. Dorling Kindersley Verlag, München 2013, ISBN 978-3-8310-2371-4.
- Beautyschule. Dorling Kindersley Verlag, München 2014, ISBN 978-3-8310-2515-2.
- Beauty 40+. Dorling Kindersley Verlag, München 2016, ISBN 978-3-8310-3005-7.
- Easy Make-up.  Dorling Kindersley Verlag, München, 2017, ISBN 978-3-8310-3333-1.